# Rougemont-le-Château
Rougemont-le-Château település Franciaországban, Territoire de Belfort megyében. Lakosainak száma 1481 fő (2022. január 1.). Rougemont-le-Château Masevaux-Niederbruck, Anjoutey, Étueffont, Lamadeleine-Val-des-Anges, Leval és Romagny-sous-Rougemont községekkel határos.

## Népesség
A település népessége az elmúlt években az alábbi módon változott:
| Lakosok száma | 1420 | 1456 | 1542 | 1479 | 1494 | 1497 | 1492 | 1486 | 1481 |
|               | 2013 | 2015 | 2016 | 2017 | 2018 | 2019 | 2020 | 2021 | 2022 |